# 機場線 (南海電氣鐵道)
機場線或空港線（日语：／ Kūkō sen */?）是自日本大阪府泉佐野市泉佐野車站，至同府泉南郡田尻町關西機場站的南海電氣鐵道鐵道路線。是前往位於大阪灣泉州海域關西國際機場的交通路線。

## 路線資料
- 管轄、路線距離（營業距離）：全長8.8公里
  - 南海電氣鐵道（第一種鐵道事業者）：
    - 泉佐野站－臨空城站間 1.9公里

  - 南海電氣鐵道（第二種鐵道事業者）、新關西國際機場（第三種鐵道事業者）：
    - 臨空城站－關西機場站間 6.9公里
- 軌距：1067毫米
- 站數：3個（包括起終點站）
- 複線路段：全線
- 電氣化路段：全線電氣化（直流1500V）
- 閉塞方式：自動閉塞式
- 保安裝置：ATS-PN（臨空城站－關西機場站間併設ATS-P）
- 最高速度：
  - 特急：關西國際機場聯絡橋上120公里/小時，其他路段110公里/小時
  - 其他列車：全線110公里/小時

橫跨臨空城站－關西機場站間，全長3,750公尺的關西國際機場聯絡橋，南海電氣鐵道是第二種鐵道事業者、新關西國際機場股份有限公司是第三種鐵道事業者，與西日本旅客鐵道（JR西日本）關西機場線除兩站區以外共用上下行線軌道。

## 歷史
- 1994年（平成6年）
  - 6月15日，泉佐野站至關西機場站間路段啟用，提供工作人員往來機場之用。
  - 9月4日，關西機場開始營運。特急列車「Rapi:t」開始運行。
- 2005年（平成17年）11月27日，泉佐野車站周邊的高架化工程完成。
- 2013年（平成25年）5月31日，自動列車停止裝置從開業時的ATS-N改為ATS-PN[1]。
- 2018年（平成30年）
  - 9月4日，燕子颱風侵襲日本，在西日本登陸時刮起的強風，使得一艘為關西機場補給航空油料的液貨船「宝運丸」走錨漂流，並撞擊到關西國際機場聯絡橋南側車道，造成關西機場自動車道的一段橋面偏移，且波及到鐵路的架空電車線，鐵路路面也偏移約50公分。事故發生後，所有船員生還，鐵公路當時已關閉而沒有車輛受損及人員傷亡，但使得機場連外的鐵路與公路交通暫時中斷[2]，約3000人一時受困在機場內[3]。
  - 9月14日，吊離遭撞損的南側公路橋面[4]，並開始修復鐵路。
  - 9月18日，清晨起，鐵路恢復通車[5]。

## 使用車輛
- 50000系：使用在機場特快「Rapi:t」
- 8300系
- 8000系
- 1000系
- 2000系
- 9000系
- 3000系
- 7100系

## 車站列表
- 所有車站都位於大阪府內。
- 特急（Rapi:t α·β）、機場急行、普通：所有類別所有列車都是各站停車。南海本線內的停靠站參見南海本線。

| 車站編號 | 中文站名 | 日文站名 | 英文站名 | 站間距離 | 營業距離 | 接續路線                                    | 所在地       |
| -------- | -------- | -------- | -------- | -------- | -------- | ------------------------------------------- | ------------ |
| NK30     | 泉佐野   |          |          | -        | 0.0      | 南海電氣鐵道： 南海本線（直通往難波站方向） | 泉佐野市     |
| NK31     | 臨空城   |          |          | 1.9      | 1.9      | 西日本旅客鐵道： 關西機場線                 | 泉佐野市     |
| NK32     | 關西機場 |          |          | 6.9      | 8.8      |                                             | 泉南郡田尻町 |